# Prime (muziek)
Een prime (van Latijn: primus, de eerste) is in de muziektheorie een interval in een diatonische toonladder tussen  twee tonen afgeleid van dezelfde stamtoon. Bijvoorbeeld het interval tussen de toon c en zichzelf is een prime, maar ook het interval tussen c en cis. Daarnaast wordt ook de toon die in een diatonische toonladder op de eerste toontrap ligt, de grondtoon, prime genoemd. Ook wordt de tweeklank die bestaat uit een toon en zijn prime, dus twee tonen die een prime uit elkaar liggen, als prime aangeduid. De tweeklank c-c is een prime, of de tonen c en c vormen een prime. 

## Varianten
Een prime kent een aantal varianten.

### Reine prime
Een interval van twee (precies) dezelfde tonen heet een reine prime. Voorbeelden zijn: g-g, gis-gis, c-c.

### Overmatige prime
Is de tweede toon een chromatische verhoging van de eerste, zoals bij g-gis, dan spreekt man van een overmatige prime. Andere voorbeelden zijn: gis-gisis, ges-g, a-ais.

### Dubbelovermatige prime
Een dubbelovermatige prime is een prime waarin de tweede toon een dubbele chromatische verhoging is van de eerste. Voorbeelden zijn: g-gisis, ges-gis, geses-g.

### Verminderde prime
Is de tweede toon een chromatische verlaging van de eerste, dan heet de prime verminderd. Voorbeelden: g-ges, gis-g.

### Dubbelverminderde prime
Bij een dubbele verlaging van de eerste toon spreekt men van een dubbelverminderde prime. Voorbeelde: g-geses, gis-ges.